# John Fogerty
John Cameron Fogerty (n. 28 mai 1945, Berkeley, California, SUA) este un cântăreț, compozitor și chitarist american, cunoscut pentru activitatea sa alături de trupa Creedence Clearwater Revival. S-a născut în Berkeley, California și este fratele mai tânăr al lui Tom Fogerty.

## Discografie

### Albume de studio
- The Blue Ridge Rangers (1973)
- John Fogerty (septembrie 1975)
- Centerfield (15 ianuarie 1985)
- Eye of The Zombie (1 octombrie 1986)
- Blue Moon Swamp (20 mai 1997)
- Deja Vu (All Over Again) (21 septembrie 2004)
- Revival (2 octombrie 2007)

### Albume live
- Premonition (9 iunie 1998)
- The Long Road Home - In Concert (31 octombrie 2006)

### Compilații
- The Long Road Home (1 noiembrie 2005)
- The Best of The Songs of John Fogerty (1 mai 2007)